# Centro de Estudios e Investigación en Ciencias Sociales
El Centro de Estudios e Investigación en Ciencias Sociales, es una institución argentina dedicada al estudio y producción científica en el campo de las ciencias sociales. 

## Historia
El CEICS fundado en el año 2000 por un equipo de investigadores, docentes y estudiantes vinculados a la Universidad de Buenos Aires. [cita requerida]concentra esfuerzos en la divulgación popular de sus resultados.

## Autoridades
Bajo la forma legal de una Asociación Civil, con la personería jurídica N° 1730948, desarrolla su trabajo bajo la guía de una Comisión Directiva presidida por el dirigente político e intelectual marxista Eduardo Sartelli, e integrada por los investigadores Marina Kabat, Fabián Harari, Ianina Harari, Rosana López Rodríguez, Romina De Luca, Gonzalo Sanz Cerbino y Nicolás Villanova. También se encuentra inscripta en el Registro Nacional Obligatorio de Organizaciones de la Comunidad de Argentina.

## Integrantes y Equipos de trabajo
Sus integrantes desarrollan la docencia y sus investigaciones vinculados a distintas universidades nacionales de Argentina, y también al CONICET. Muchos de ellos disertan clases tanto en el nivel secundario como el terciario y universitario del sistema educativo argentino. Debido a la variedad de temáticas que despliega en sus investigaciones, el CEICS ha constituido distintos equipos de trabajo por áreas de incumbencia. Los ejes temáticos que actualmente se encuentran activos son:
Área económica:
- Historia Económica
- Observatorio Marxista de Economía

Área política
- Historia de la Burguesía
- Lucha de clases en los ´70
- Laboratorio de Análisis Político
- Revolución de Mayo

Área social
- Procesos de trabajo
- Taller de Estudios Sociales
- Gabinete de Educación Socialista
- Pequeña Burguesía
- Crímenes Sociales

Área arte y filosofía
- Literatura Popular
- Club de Amigos de la Dialéctica

## Publicaciones y colecciones
De la mano de Ediciones RyR, el CEICS ha podido editar el conjunto de su proyecto editorial, constituido por diversas publicaciones y colecciones.
Revista Razón y Revolución
La Revista Razón y Revolución está constituida como una instancia de difusión y debate de investigaciones científicas. La publicación ha permitido dar a conocer las principales elaboraciones del CEICS, pero también está abierta a investigadores e intelectuales ajenos a él. En sus páginas se han impreso los trabajos propios de Eduardo Sartelli, Fabián Harari, Marina Kabat, Damian Bil, Ianina Harari, Guido Lissandrello, entre muchos otros. Pero también los de otros destacados y variados intelectuales externos, como Carlos Astarita, Eduardo Azcuy Ameghino, Nicolás Iñigo Carrera, Stephen Jay Gould, Anwar Shaikh, Hernán Camarero, Leon Ferrari, Eduardo Grüner y Alan Woods, entre otros. 
La revista es una publicación con referato y se encuentra indizada en Latindex. También ha sido registrada en el ISSN tanto su versión impresa como digital y se publica en formato en línea, con el sistema OJS (Open Journal Systems).
Colección Investigaciones CEICS
Bajo este título vieron la luz trabajos que originalmente fueron concebidos como tesis de licenciatura y doctorado de los investigadores del CEICS. Muchos de ellos han explorado líneas poco frecuentes u originales en el análisis de “…problemáticas económicas, sociales y culturales, el devenir de la lucha de clases en Argentina y las perspectivas de transformación revolucionaria.”.

## Colaboraciones en medios de comunicación masiva
A raíz del carácter actual de muchos de los trabajos realizados por los investigadores del CEICS, es frecuente que distintos medios de comunicación soliciten artículos de opinión o comentarios sobre temas diversos. Entre muchas colaboraciones, la opinión de Romina De Luca fue requerida en torno a la política del ministerio de educación argentino en torno a la pandemia de COVID-19. Y elementos de análisis y coyuntura política y económica fueron abordados por esbozados por Eduardo Sartelli y Damián Bil en diversas entrevistas y artículos de prensa.